# SV Karlsruhe-Beiertheim
Der SV Karlsruhe-Beiertheim ist ein 1884 gegründeter Mehrspartensportverein aus Karlsruhe, der im Wettkampf-, Breiten- und Gesundheitssport aktiv ist.
Die Profiboxerin Verena Kaiser wurde im Verein zur Wettkampfathletin ausgebildet und 2017 Weltmeisterin im Weltergewicht nach Version der Women’s International Boxing Federation (WIBF) und der Global Boxing Union (GBU). Die Volleyballerinnen Sophie Schubert und Leonie Klinke gehören zu den deutschen Spitzenspielerinnen.
In der Leichtathletik (1983) und im Gesundheitssport ist der Verein in regionalen Zusammenschlüssen integriert. Sportbezogene Kooperationen gibt es mit den Kindertagesstätten Oberreut und Sybelstraße sowie der Anne-Frank- und der Weinbrennerschule.

## Geschichte
Der Verein wurde am 12. November 1884 von 28 Männern der Gemeinde Beiertheim als Turnverein 1884 Beiertheim gegründet. Im Turnverein waren vorwiegend Mitglieder der gehobenen Gesellschaftsschicht wie höhere Beamte, Selbständige usw. Am 12. Dezember 1945 erfolgte die Verschmelzung der beiden Beiertheimer Vereine des Beiertheimer Fußballverein 1898 e.V. und der Turnerschaft 1884 Karlsruhe-Beiertheim e. V. zum Turn- und Sportclub Beiertheim (TuS). Durch außerordentliche Bemühungen konnte am 15. Juni 1958 der Sportplatz und das Vereinsheim beim Stefanienbad wieder eingeweiht und in Besitz genommen werden. Am 16. Juni 1980 wurde der Sportverein Karlsruhe-Beiertheim (SVK) als „Dachverein“ gegründet.

## Wettkampfsport
Die folgenden Abteilungen betreiben Ballsport  und Individualsport.

### Ballsport

#### Fußball
Die Gründung des Fußballclubs im Jahre 1898 war zu jener Zeit eine Sensation. Der Rasensport war von England kommend in Karlsruhe bekannt geworden und wurde von der Jugend mit Begeisterung aufgenommen. Im Jahr 1903/1904 trat der Club dem Süddeutschen Fußballverband bei. Er wurde in die unterste Spielklasse C eingeteilt. Aus den Verbandsspielen ging der Club sogleich als Meister hervor. 1907 wurde die Änderung des Namens FC Germania in Beiertheimer Fußballverein 1898 vorgenommen. Im Spieljahr 1909/10 wurde der Titel eines Süddeutschen Meisters der B-Klasse errungen. Am 20. August 1920 fand die Einweihung der Sportanlage mit einem Freundschaftsspiel gegen den Sport-Club Stuttgart (1:3) statt. Vom 5. bis zum 20. Juni 1948 wurde das 50-jährige Fußballjubiläum mit einer Spiel- und Sportwoche gefeiert.
In der Saison 2020/21 spielt das Herren-Team in der Kreisklasse A2.

#### Tennis
In der Saison 2020/21 spielt die 1. Damen-Mannschaft in der Bezirksklasse.

#### Tischtennis
In der Saison 2020/21 spielte die 1. Herren-Mannschaft in der Bezirksklasse.

#### Volleyball
Die Volleyball-Frauenmannschaft war von 2017 bis 2022 in der 3. Liga Süd vertreten. In der Saison 2018/19 wurde die Mannschaft Vizemeister hinter dem SV Sinsheim. In der Saison 2021/22 wurde die Mannschaft Meister und stieg in die 2. Bundesliga Süd auf.
Die Abteilung organisiert regelmäßig Beachvolleyball-Turniere. Das Beachvolleyball-Team Magdalena Rapacz-Matras / Sandra Szychowska rangierte in der DVV-Teamrangliste auf Rang 47.

### Individualsport

#### Leichtathletik
Seinen Leichtathletiksport praktiziert der Verein im Carl-Kaufmann-Stadion. Darunter zählt auch die Talentiade von zehn- und elfjährigen Schülerinnen und Schülern der vierten Klassen, die für die Leichtathletik begeistert werden sollen. Im Jahre 2000 fanden die deutschen Gehörlosen-Meisterschaften im Beiertheimer Stadion statt. Carolin Walter startete für die Leichtathletik Region Karlsruhe. Seit 2009 befindet sich im Stadion die Ziellinie des Baden-Marathon.

## Breitensport und Rehabilitationssportgruppen

### Breitensport
In der Boule-/Petanqueabteilung spielen ca. 25 Personen. Die erste Mannschaft spielt in der Saison 2024/2025 in der Landesliga und 
zudem gibt es noch eine Freizeitmannschaft. Diese spielt in der Hardtliga, die sich ausdrücklich als Freizeitliga bezeichnet.
Am 17. Juni 1933 vereinten sich beide Beiertheimer Turnvereine. 1938 war der Verein beim Deutschen Turn- und Sportfest in Breslau vertreten. Am 6. Juli 1952 kamen über 1.000 Kinder zum Kinderturnfest auf die Vereinsanlage.

### Gesundheitssport
Der Verein ist Teil der Vereinsinitiative Gesundheitssport, der weitere Vereine aus der Region wie Karlsruher Turnverein 1846, SSC Karlsruhe, TSG Blankenloch oder SSV Ettlingen angehören. Die Rehabilitationssportgruppen sind vom Deutschen und Badischen Behindertensportverband geprüft, zertifiziert und anerkannt. Die Übungsleiter sind speziell ausgebildet mit entsprechender Lizenz und Fortbildung mindestens alle zwei Jahre. 